# Wiktoria Zapart
Wiktoria Zapart (ur. 13 stycznia 1996 w Łodzi) – polska koszykarka występująca na pozycjach silnej skrzydłowej i środkowej, reprezentantka Polski. 
W 2015 roku wyjechała na studia do Stanów Zjednoczonych, gdzie kontynuowała karierę w UTEP Miners.

## Osiągnięcia
Stan na 19 sierpnia 2017, na podstawie, o ile nie zaznaczono inaczej.
NCAA
- Mistrzyni sezonu zasadniczego konferencji USA (2016)

Drużynowe
- Złota medalistka mistrzostw Polski U-22 (z Widzewem Łódź w 2017)

Indywidualne
- Zaliczona do I składu Turnieju Nadziei Olimpijskich (2011)

Reprezentacja
- Uczestniczka:
  - mistrzostw Europy:
    - U–16 (2012 – 5. miejsce)
    - U–18 (2014 – 12. miejsce)
    - U–20 (2015 – 7. miejsce)